# Descurainia athrocarpa
Descurainia athrocarpa là một loài thực vật có hoa trong họ Cải. Loài này được (A.Gray) O.E.Schulz mô tả khoa học đầu tiên năm 1924.